# Xorides rufipleuralis
Xorides rufipleuralis är en stekelart som först beskrevs av Joseph Augustine Cushman 1933.  Xorides rufipleuralis ingår i släktet Xorides och familjen brokparasitsteklar. Inga underarter finns listade i Catalogue of Life.